# Larry Aurie
Lawrence Henry „Larry“ Aurie (* 8. Februar 1905 in Greater Sudbury, Ontario; † 12. Dezember 1952 in Detroit, Michigan, USA) war ein kanadischer Eishockeyspieler (Rechtsaußen) und -trainer, der von 1927 bis 1938 für die Detroit Red Wings in der National Hockey League spielte.

## Karriere
Den Großteil seiner Jugend spielte Aurie bei den Sudbury Wolves in der kanadischen Juniorenliga OHA, ehe er 1926 bei den London Panthers in der Canadian Professional Hockey League (CPHL) seine Karriere als Eishockeyprofi begann. 1927 wurde er von den Detroit Cougars unter Vertrag genommen, die im Laufe der nächsten Jahre ihren Namen erst in Detroit Falcons und später in Detroit Red Wings änderten.
Als das Team 1932/33 zum ersten Mal als Red Wings auftrat, führte Aurie die Mannschaft als Kapitän aufs Eis und 1933/34 wurde er ins NHL Allstar-Game berufen, als er der beste Scorer der Red Wings war.
Er spielte hauptsächlich in einer Sturmreihe mit Marty Barry und Herbie Lewis, die zusammen die beste Reihe des Teams zur damaligen Zeit bildeten. In der Saison 1935/36 führten sie das Team zum ersten Stanley-Cup-Gewinn der Mannschaftsgeschichte. 1936/37 schoss Aurie die meisten Tore in der Liga und das Team gewann erneut den Stanley Cup, allerdings verpasste Aurie die Playoffs, weil er sich kurz zuvor das Bein gebrochen hatte. Nach der Saison wurde er ins NHL First Allstar-Team gewählt.
Doch der Beinbruch hinterließ Schäden und beeinflusste fortan das Spiel von Aurie. 1938 beendete er eigentlich seine Karriere, schloss sich aber kurz darauf den Pittsburgh Hornets, dem Farmteam der Red Wings, aus der unterklassigen AHL an, wo er bis 1944 als Spieler-Trainer blieb.
Am 12. Dezember 1952 starb Larry Aurie im Alter von 47 Jahren an den Folgen eines Schlaganfalls, den er am Tag zuvor erlitten hatte.

### Seine Trikotnummer
Aurie's Trikotnummer 6 wurde nach der Saison 1938/39 von Teambesitzer James E. Norris offiziell gesperrt. Und wurde nur noch einmal von 1957 bis 1959 von seinem Cousin Cummy Burton getragen, nachdem Aurie's Familie ihre Zustimmung gab. Außerdem wurde die Nummer 6 im Official NHL Guide and Record Book ab 1975 als gesperrt aufgelistet, in der ersten Auflistung neben der Nummer 9 von Gordie Howe und der Nummer 10 von Alex Delvecchio. Allerdings hat der aktuelle Teambesitzer Mike Ilitch Aurie bisher nicht mit einem Banner geehrt, der an die Hallendecke der Joe Louis Arena gehängt wurde, wie es bei Gordie Howe, Alex Delvecchio, Terry Sawchuk, Ted Lindsay, Sid Abel und Steve Yzerman der Fall war. Zudem bestand Ilitch im Jahr 2000 darauf, dass die Nummer 6 in den NHL-Rekordbüchern nicht mehr als gesperrt aufgeführt wird. Warum Ilitch Aurie diese Ehre nicht zukommen lässt, ist bisher ein Rätsel. Aurie's Nummer gilt seitdem als inoffiziell gesperrt und wird weiterhin von keinem Spieler der Red Wings getragen.

## Sportliche Erfolge
- Stanley Cup: 1936 und 1937

### Persönliche Auszeichnungen
- NHL First All-Star Team: 1937
- AHL Second All-Star Team: 1939
- NHL All-Star Game: 1934
- Bester Torschütze: 1937 (zusammen mit Nels Stewart); später wurde hierfür die Maurice Richard Trophy vergeben